# Шпажинский, Ипполит Васильевич
Ипполит Васильевич Шпажинский (1844 или 1845 — 1917) — русский драматург.

## Биография
Происходил из дворян Воронежской губернии, но родился в Тифлисе — в 1845 или 1844 году. Получив военное образование в Воронежском кадетском корпусе, а затем в Александровском военном училище в Москве, служил в уланском полку. После выхода в отставку прошёл на правах вольнослушателя полный курс юридического факультета Московского университета.
Под псевдонимом Ив. Везовский публиковал небольшие повести, рассказы и сцены в «Развлечении» Ф. Б. Миллера. В 1876 году было поставлено первое драматическое произведение Шпажинского — драма «Вопрос жизни», затрагивавшая психологические темы. Затем последовало большое количество сценических произведений всех жанров: трагедий, драм, комедий, а также отдельных сцен. Большинство из написанных им либретто немедленно ставились на «казённых сценах» (в императорских театрах) Петербурга и Москвы. В их числе: «Лакомый кусочек», «Упрёки прошлого», «Лёгкие средства», «В забытой усадьбе», «Дело житейское», «Прахом пошло», «Питомка», «Предел», «Ложь, да правды стоит», «Вольная волюшка», «Луч», «Простая история» и другие, собранные в двух томах (М., 1892). За драму «Две судьбы» Шпажинский получил Грибоедовскую премию, за несколько других пьес — премии Вучины.
Особенным успехом пользовались его драма «Майорша» (1878), комедия «Фофан» (1880), драма «Кручина» (1881), трагедия «Чародейка» (1884), драма «В старые годы» (1888). «Майорша» и «Чародейка» были переведены на французский, немецкий и чешский языки, а драмой «Майорша» в постановке режиссёра Максимова началась история Рижского русского театра.
Стихотворная трагедия на историческом материале «Чародейка» стала основой известной оперы П. И. Чайковского, чьё знакомство со Шпажинским состоялось в январе 1885 года. Кроме ещё нескольких либретто для Чайковского Шпажинский написал либретто оперы «Тарас Бульба» для композитора В. Н. Кашперова. В 1886 году при повторной постановке А. Н. Островским «Воеводы» на музыку Кашперова содействовал приглашению Чайковского в качестве автора одного из явлений обновлённой оперы, воздавая этим дань Петру Ильичу, как автору первой версии, написанной им в 1869 году.
Пьесы Шпажинского посвящены изображению дореформенной помещичьей или городской жизни, преимущественно бедных классов. Нередко Шпажинский пытается быть психологом, разбирая пробуждение ненависти в покинутой женщине, благотворное влияние истинного, высокого чувства, роковое значение случайностей, муки и угрызения совести невольного преступника и проч. Пьесы Шпажинского в своё время имели успех. В них играли М. Г. Савина, П. А. Стрепетова, В. Ф. Комиссаржевская.
С 1890 года занимал должность председателя Общества русских драматических писателей и оперных композиторов. В Санкт-Петербурге вышло четырёхтомное собрание его произведений: «Драматические сочинения» (СПб., 1886—1890).
Поэт Георгий Чулков в своих «Театральных заметках» называет Шпажинского своим «дядюшкой».
Литературовед Г. А. Бялый писал о Шпажинском:

Талантливый эпигон, даровитый представитель переходной поры, драматург без новаторских устремлений, Шпажинский дал театральной русской публике что мог, и получил от неё что заслужил: быстрый успех и быстрое забвение.— Бялый Г. А.  Русский реализм конца XIX века. — Л., 1973. — С. 148.
Скончался 2 (15) февраля 1917 года.

## Семья
Сын Юрий Ипполитович Шпажинский — художник (картина «Каменные бабы» находилась в Третьяковской галерее). В 1920-е годы работал театральным режиссёром в Крыму. В последние годы преподавал в Крымском художественном училище имени Н. С. Самокиша.
Также у писателя было двое внебрачных детей. Ипполит Шпажинский и Мария Райкова (урожденная фон Герта) быстро разошлись, и дети воспитывались матерью. Один из них, Борис Райков, впоследствии стал профессором, историком науки.

## Творчество

### Некоторые пьесы
- драма «Майорша» (1878)
- комедия «Лёгкие средства» (1879)
- комедия «Фофан» (1880)
- драма «Кручина» (1882)
- 1882 — «Где любовь, там и напасть»
- трагедия «Чародейка» (1884)
- 1887 — «Княгиня Курагина»
- 1888 — «В старые годы»
- 1892 — «Жертва»
- «Тёмная сила» (1895)
- 1898 — «Две судьбы» (Грибоедовская премия)
- историческая драма в стихах «Самозванка» («Княжна Тараканова», 1904)

## Экранизации
- 1909 — «Чародейка»
- 1910 — «Княжна Тараканова»